# Vuelta a Colombia 2004
La 54.ª edición de la Vuelta a Colombia (patrocinada como: Vuelta a Colombia Café Águila Roja 2004) tuvo lugar entre el 6 y el 20 de junio de 2004. El ganador inicial de la vuelta, fue el ciclista José Castelblanco, pero éste fue despojado del título por la Comisión Disciplinaria del Comité Olímpico Colombiano (COC) tras confirmar que dio positivo por testosterona en el análisis de la muestra de orina realizada en la etapa final y por lo tanto el corredor fue suspenderlo por un periodo de 6 meses. Tras ratificarse la suspensión de Castelblanco, el segundo clasificado, el boyacense Libardo Niño Corredor del equipo Lotería de Boyacá fue declarado como campeón de la Vuelta, siendo esta su segunda victoria en la clasificación general de esta competencia. El tiempo empleado por Libardo Niño Corredor fue de 50 h,  23 min y 49 s.

## Equipos participantes
| Equipo                                             | Categoría  |
| -------------------------------------------------- | ---------- |
| Aguardiente Antioqueño- Lotería de Medellín-IDEA   | Aficionado |
| Alcaldía de Fusagasugá-Juegos Nacionales 2004      | Aficionado |
| Ciclo Acosta Bello-Instituto Cancerología Américas | Aficionado |
| Cicloases provincia de Cundinamarca                | Aficionado |
| Gobernación de Nariño                              | Aficionado |
| Gobernación-Coldeportes-Lotería de Boyacá          | Aficionado |
| Lotería de Boyacá                                  | Aficionado |
| Mixto 1                                            | Aficionado |
| Mixto 2                                            | Aficionado |
| 05 Orbitel                                         | Aficionado |

## Etapas
| Etapa      | Fecha       | Recorrido                                     | Distancia (km) | Ganador                                 | Líder                                   |
| ---------- | ----------- | --------------------------------------------- | -------------- | --------------------------------------- | --------------------------------------- |
| Prólogo    | 6 de junio  | Pasto                                         | 5,6 (CRI)      | Libardo Niño Corredor                   | Libardo Niño Corredor                   |
| 1.ª etapa  | 7 de junio  | Pasto - Ipiales - Pasto                       | 172,3          | Mauricio Neiza                          | Mauricio Neiza                          |
| 2.ª etapa  | 8 de junio  | La Florida - Remolinos                        | 108            | Ismael Sarmiento                        | Mauricio Neiza                          |
| 3.ª etapa  | 9 de junio  | Popayán - Palmira                             | 149            | Leonardo Duque                          | Mauricio Neiza                          |
| 4.ª etapa  | 10 de junio | Palmira - Santa Rosa de Cabal                 | 197,6          | Libardo Niño Corredor                   | Libardo Niño Corredor                   |
| 5.ª etapa  | 11 de junio | Santa Rosa de Cabal - Jericó                  | 171            | José Castelblanco Juan Diego Ramírez    | José Castelblanco Jairo Hernández       |
| 6.ª etapa  | 12 de junio | Jericó - La Estrella                          | 116,4          | Héctor Orlando Mesa                     | José Castelblanco Jairo Hernández       |
| 7.ª etapa  | 13 de junio | Medellín - Medellín                           | 119            | Edwárd Ruiz Sierra                      | José Castelblanco Jairo Hernández       |
| 8.ª etapa  | 14 de junio | La Estrella - Jardín                          | 151,4          | Jairo Hernández                         | José Castelblanco Jairo Hernández       |
| 9.ª etapa  | 15 de junio | Jardín - Anserma                              | 203,7          | Jairo Hernández                         | Jairo Hernández                         |
| 10.ª etapa | 16 de junio | Anserma - La Tebaida                          | 140,4          | John Freddy García                      | Jairo Hernández                         |
| 11.ª etapa | 17 de junio | La Tebaida - Girardot                         | 176,4          | John Freddy García                      | Jairo Hernández                         |
| 12.ª etapa | 18 de junio | Girardot - La Mesa - Funza                    | 122,3          | Heberth Gutiérrez                       | Jairo Hernández                         |
| 13.ª etapa | 19 de junio | Bogotá                                        | 21,9 (CRI)     | José Castelblanco Libardo Niño Corredor | José Castelblanco Libardo Niño Corredor |
| 14.ª etapa | 20 de junio | Circuito en Bogotá (Sector de Ciudad Kennedy) | 90             | Miguel Sanabria                         | José Castelblanco Libardo Niño Corredor |

## Clasificaciones finales
Las clasificaciones finalizaron de la siguiente forma:

### Clasificación general
| Clasificación general |                       |                                                    |                  |
| Ciclista              | Ciclista              | Equipo                                             | Tiempo           |
| --------------------- | --------------------- | -------------------------------------------------- | ---------------- |
| DSQ                   | José Castelblanco     | Orbitel                                            | 50 h 22 min 35 s |
| 1.º                   | Libardo Niño Corredor | Lotería de Boyacá                                  | 50 h 23 min 49 s |
| 2.º                   | Jairo Hernández       | Orbitel                                            | + 18 s           |
| 3.º                   | Heberth Gutiérrez     | Orbitel                                            | + 2 min 13 s     |
| 4.º                   | Ricardo Mesa          | Lotería de Boyacá                                  | + 2 min 36 s     |
| 5.º                   | Víctor Niño           | Lotería de Boyacá                                  | + 6 min 34 s     |
| 6.º                   | Francisco Colorado    | Aguardiente Antioqueño                             | + 6 min 34 s     |
| 7.º                   | Élder Herrera         | Aguardiente Antioqueño                             | + 7 min 39 s     |
| 8.º                   | Jairo Pérez Suárez    | Lotería de Boyacá                                  | + 8 min 04 s     |
| 9.º                   | Walter Pedraza        | Mixto 1                                            | + 11 min 57 s    |
| 10.º                  | Alexis Castro         | Ciclo Acosta Bello-Instituto Cancerología Américas | + 12 min 49 s    |

DSQ: Descalificado

### Clasificación de la montaña
| Clasificación de la montaña |                       |                   |        |
| Ciclista                    | Ciclista              | Equipo            | Puntos |
| --------------------------- | --------------------- | ----------------- | ------ |
| DSQ                         | José Castelblanco     | Orbitel           | 103    |
| 1.º                         | Víctor Niño           | Lotería de Boyacá | 94     |
| 2.º                         | Libardo Niño Corredor | Lotería de Boyacá | 74     |
| 3.º                         | Ismael Sarmiento      | Lotería de Boyacá | 71     |

### Clasificación de las metas volantes
| Clasificación de las metas volantes |               |                                               |        |
| Ciclista                            | Ciclista      | Equipo                                        | Puntos |
| ----------------------------------- | ------------- | --------------------------------------------- | ------ |
| 1.º                                 | Ferney Bello  | Alcaldía de Fusagasugá-Juegos Nacionales 2004 | 66     |
| 2.º                                 | Félix Castro  | Gobernación Coldeportes Boyacá                | 28     |
| 3.º                                 | Alexander Roa | Alcaldía de Fusagasugá-Juegos Nacionales 2004 | 21     |

### Clasificación de la combinada
| Clasificación de la combinada |                       |                   |        |
| Ciclista                      | Ciclista              | Equipo            | Puntos |
| ----------------------------- | --------------------- | ----------------- | ------ |
| 1.º                           | Heberth Gutiérrez     | Orbitel           | 18     |
| 2.º                           | Libardo Niño Corredor | Lotería de Boyacá | 21     |
| 3.º                           | Ismael Sarmiento      | Lotería de Boyacá | 33     |

### Clasificación de la regularidad
| Clasificación de la regularidad |                       |                   |        |
| Ciclista                        | Ciclista              | Equipo            | Puntos |
| ------------------------------- | --------------------- | ----------------- | ------ |
| 1.º                             | Libardo Niño Corredor | Lotería de Boyacá | 161    |
| 2.º                             | Jairo Hernández       | Orbitel           | 146    |
| 3.º                             | Heberth Gutiérrez     | Orbitel           | 130    |

### Clasificación de los novatos
| Clasificación de los novatos |                   |                                                    |                  |
| Ciclista                     | Ciclista          | Equipo                                             | Tiempo           |
| ---------------------------- | ----------------- | -------------------------------------------------- | ---------------- |
| 1.º                          | Walter Pedraza    | Mixto 1                                            | 50 h 35 min 56 s |
| 2.º                          | Alexis Castro     | Ciclo Acosta Bello-Instituto Cancerología Américas | + 52 s           |
| 3.º                          | Alejandro Ramírez | Aguardiente Antioqueño-Lotería de Medellín-IDEA    | + 2 min 20 s     |

### Clasificación por equipos
| Clasificación por equipos |                                                 |        |
| Equipo                    | Equipo                                          | Tiempo |
| ------------------------- | ----------------------------------------------- | ------ |
| 1.º                       | Orbitel                                         | ND     |
| 2.º                       | Aguardiente Antioqueño-Lotería de Medellín-IDEA | ND     |
| 3.º                       | Lotería de Boyacá                               | ND     |